# 扬·马泰伊科庄园

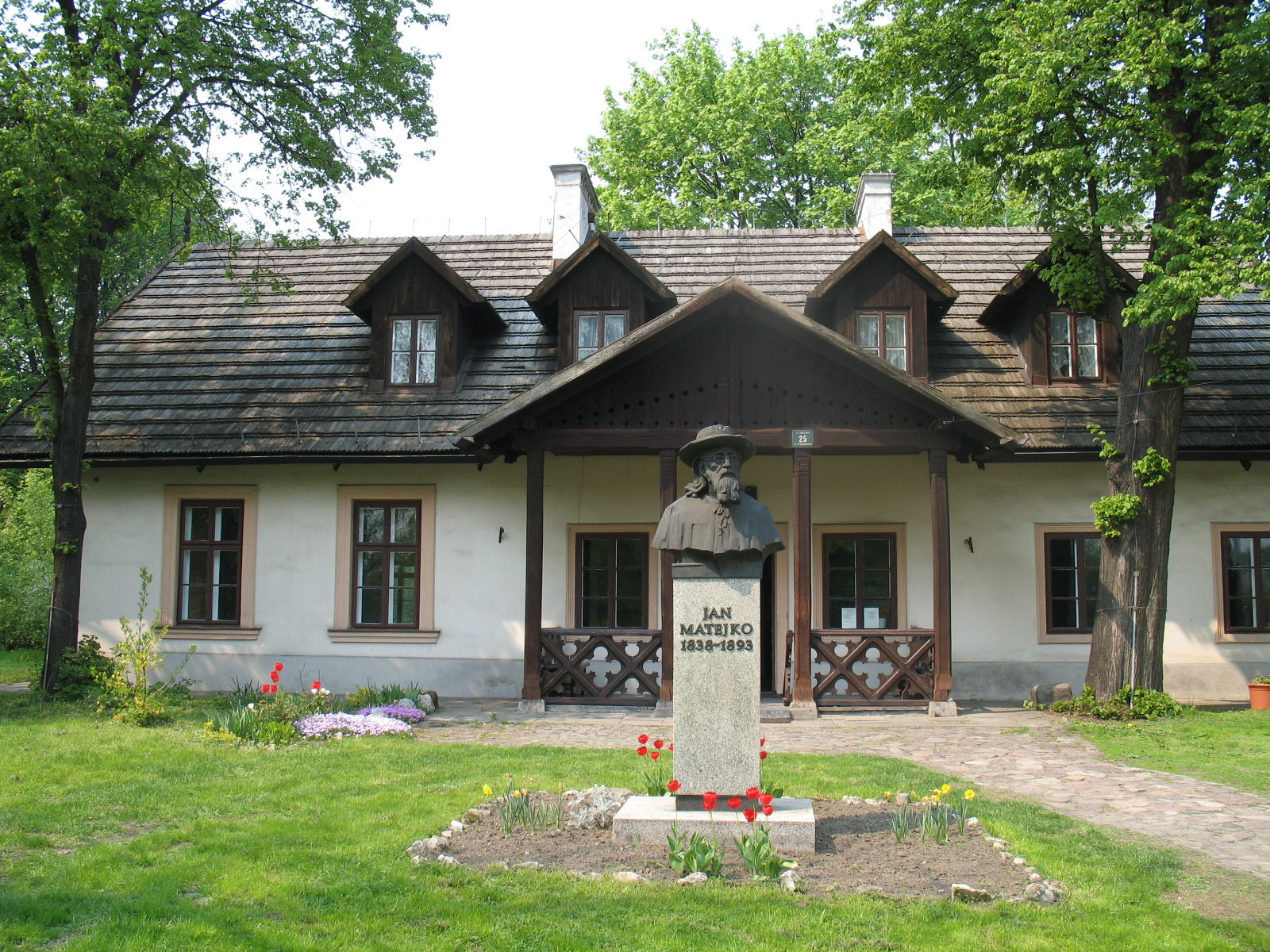

扬·马泰伊科庄园（波蘭語：Dworek Jana Matejki w Krzesławicach）是波兰的一个纪念博物馆，位于 小波兰省梅希萊尼采縣Raciechowice乡Krzesławice村，靠近克拉科夫，博物馆成立于1966年。这是一栋典型的波兰乡村庄园住宅，建于1826年，扩建部分曾是扬·马泰伊科工作室的所在地。前面有扬·马泰伊科设计的门廊。目前归克拉科夫美术之友协会所有。庄园周围有一个4公顷的公园。